# Mary Sue Radford
Mary Sue Radford es una deportista canadiense que compitió en curling. Ganó una medalla de oro en el Campeonato Mundial de Curling Femenino de 2004.

## Palmarés internacional
| Campeonato Mundial | Campeonato Mundial | Campeonato Mundial | Campeonato Mundial |
| Año                | Lugar              | Medalla            | Prueba             |
| ------------------ | ------------------ | ------------------ | ------------------ |
| 2004               | Gävle (Suecia)     | Medalla de oro     | Equipo             |